# Джагди
Джагди — гірський хребет на Далекому Сході Росії на території Амурської області і Хабаровського краю, частина гірського пасма Янкан — Тукурінгра — Соктахан — Джагди. Максимальна висота — 1593 м..

На півночі переходить у гори Джугджур, на сході уривається в Охотське море. На південному сході межує з Буреїнським хребтом, на південному заході уривається у долину річки Амур, на заході у долину річки Зея.